# Francisco Jarrín y Moro
Francisco Jarrín y Moro (Salamanca, c. 1843-Ibahernando, 1912) fue un obispo español.

## Biografía
Nació en Salamanca el 20 de marzo de 1843, o en 1848, según la fuente. Hizo sus estudios en el Seminario Central de su ciudad natal, en la que recibió los grados de licenciado doctor en Sagrada Teología. En la Universidad de Salamanca cursó luego la carrera de Letras. En Peñaranda fundó un Colegio agregado al Instituto de Salamanca, del que fue director durante varios años. En reñidas oposiciones ganó la cátedra de Literatura, del Instituto de Jovellanos, de Gijón, pasando luego, por permuta, al Instituto de Ávila.
Previa oposición fue nombrado más adelante magistral de la Santa Iglesia Catedral de Salamanca, canongía que desempeñó hasta el año 1906. En este cargo consolidó su fama de elocuente orador. El 6 de diciembre de 1906 fue nombrado obispo de Plasencia. Falleció el 3 de noviembre en la localidad cacereña de Ibahernando y fue enterrado en la catedral de Plasencia.
Benefactor de la comarca de Las Hurdes, se ganó el sobrenombre de «Padre de las Jurdes». Fue autor de títulos como Lecciones de retórica y política por Jovellanos, Elementos de retórica y poética, Preceptiva literaria, Antología de poetas españoles, Filosofía de Santa Teresa, Historia de Nuestra Señora de la Peña de Francia y Jovellanos como orador y académico.